# إي. سيمس كامبل
إي. سيمس كامبل (بالإنجليزية: E. Simms Campbell)‏ هو رسام كارتون أمريكي، ولد في 2 يناير 1906 في سانت لويس في الولايات المتحدة، وتوفي في 27 يناير 1971 في وايت بلينس في الولايات المتحدة.

## وصلات خارجية
- إي. سيمس كامبل على موقع الموسوعة البريطانية (الإنجليزية)